# Hans-Gert Stein
Hans-Gert Stein (* 24. August 1929; † 21. Oktober 1998) war ein deutscher Handballspieler und -trainer.

## Leben
Stein begann beim SV Leipzig Ost mit dem Handballsport. Er wurde mit der gesamtdeutschen Nationalmannschaft 1959 Weltmeister im Großfeldhandball. Bereits 1957 hatte er sein Studium an der Deutschen Hochschule für Körperkultur (DHfK) in Leipzig mit der Diplomarbeit „Gliederung und Inhalt der kollektiven Taktik im Hallenhandball“ abgeschlossen. Er leitete an der DHfK fortan als Hochschullehrer die Studenten im Handball an. 1958 wurde er nach China eingeladen, um dort seine Handballkenntnisse weiterzugeben.
1961 wurde Stein Trainer des SC DHfK Leipzig. Stein, den eine sorgsame Spielvorbereitung ausmachte, pflegte im Umgang mit seinen Spielern nie besonders laut zu werden, sondern setzte darauf, seine Anweisungen gründlich zu erklären. 1966 führte Stein die Leipziger zum Gewinn des Europapokals der Landesmeister, danach gab er das Traineramt an Paul Tiedemann ab und arbeitete wieder an der DHfK als Hochschullehrer.
Stein veröffentlichte Handballlehrbücher, darunter das in mehreren Auflagen erschienene Werk „Systematik der Technik und Taktik des Handballspiels“ sowie das gemeinsam mit Edgar Federhoff erstellte Werk „Handball“, das ebenfalls mehrmals aufgelegt wurde und „Handball. Anleitung für den Übungsleiter“ (u. a. gemeinsam mit Lothar Fährmann).